# 폼 케이크

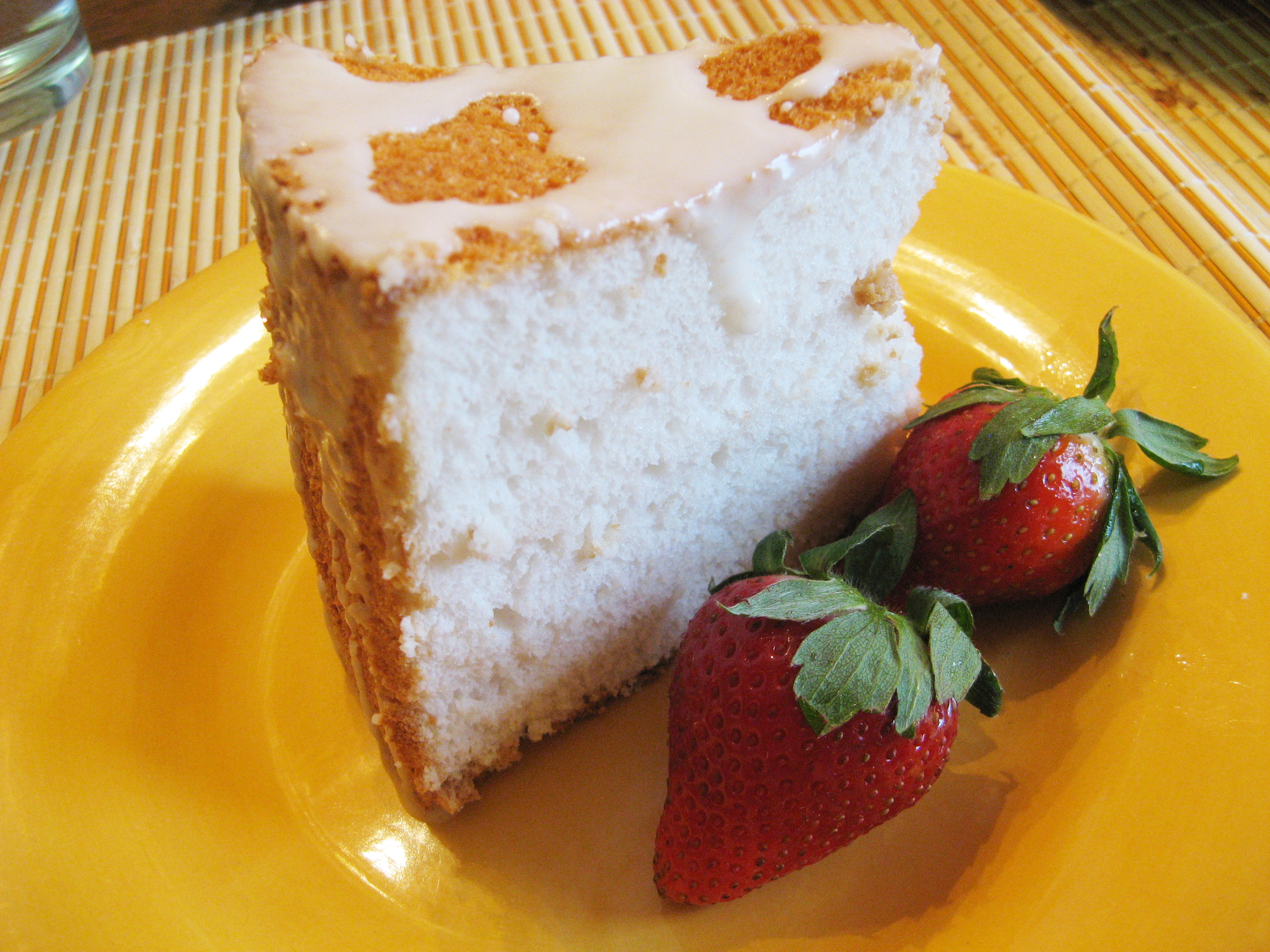
엔젤 푸드 케이크는 폼 케이크의 일종이다.

폼 케이크(foam cake)는 버터, 오일, 쇼트닝과 같은 지방 성분이 거의 포함되지 않은 케이크이다.
이 제품은 주로 계란 흰자에 부딪힌 공기에 의해 발효된다. 이는 쇼트닝과 베이킹 파우더 또는 발효 목적의 베이킹 소다가 포함된 버터 케이크와 다르다. 폼 케이크는 일반적으로 공기가 잘 통하고 가볍고 스폰지 같다.
요리가 끝나면 케이크와 팬을 양피지가 깔린 시트 팬 위에 뒤집어 같은 속도로 식힌다.
폼 케이크의 예로는 엔젤 푸드 케이크, 머랭, 제누아즈, 시폰 케이크 등이 있다.
폼, 스펀지 또는 쇼트닝되지 않은 케이크는 거품이 있는 계란 및 계란 흰자가 많은 비율로 들어 있고 설탕과 밀가루가 소량 포함되어 있다는 점에서 구별된다.